# Ветеринарна медицина
Ветерина́рна медици́на
1. Напрям підготовки у ветеринарних навчальних закладах[5]. Назва спеціальності у галузі знань «Ветеринарія»[5].
2. Назва галузі науки[6].
3. Комплекс заходів щодо профілактики захворювань тварин, їх лікування, скорочення втрат від хвороб, неплідності і падежу, підвищення якості сировини і продуктів тваринного походження, попередження та боротьби з хворобами, спільними для тварин і людей, одержання екологічно чистих продуктів харчування[7].

## Історія ветеринарної медицини

### Ветеринарна медицина у світі: перші згадки та періодизація
Засновником ветеринарних засад вважається давньогрецький філософ Арістотель (384 - 322 рр. до н.е.), який спробував класифікувати хвороби тварин.
Першим виданням на цю тему став трактат Апсирта (350 - 290 рр. до н.е.), де описуються відомі на той час захворювання тварин та методи їх лікування. Вперше термін «ветеринарія» з’явився на початку нашої ери. Його застосував агроном і письменник Римської імперії Колумелла ( 40 р. н. е.) . 
Історію ветеринарної медицини поділяють на три періоди: стародавній тривав від найдавніших часів до 476 року н. е., коли впала Західна Римська імперія; період середніх віків припав на 476-1500 роки. Новий час охоплює інтервал від заснування ветеринарних закладів до сьогодення . 

### Становлення і розвиток ветеринарної справи в Україні

#### Скотолікування у дослов’янських племенах та Київській Русі
Скотолікуванням на території сучасної України займалися дослов’янські племена, що мешкали тут наприкінці IV - початку II тисячоліть до н. е. Також скіфи і сармати, які жили у причорноморських степах, зналися на лікуванні тварин . 
Організація ветеринарної справи згадується в документах часів Київської Русі. Тоді у збірці стародавнього права «Руській правді», що датується XI століттям, узаконюються такі ветеринарні спеціальності, як конюхи, вівчарі, пастухи . Тривалий час, до XIV століття, лікуванням  займалися вони, а також власники тварин та знахарі.

#### Становлення ветеринарної медицини як науки та окремої галузі
Викладати тваринництво і базові знання про лікування тварин в Україні почали у Києво-Могилянській академії . Важливим етапом для розвитку ветеринарної медицини як науки та галузі освіти вважається 1784 рік, коли у Львівському університеті відкривається кафедра ветеринарії. Її керівником стає Юрій Хмель (1747-1805) – перший львівський професор ветеринарної медицини та доктор медицини . Згодом, 1805 року, кафедру скотолікуваня започаткували при Харківському університеті. Через 20 років на її базі було організовано практичну ветеринарну школу . 
У 1864 році в Херсонській губернії засновано департамент ветеринарії. При місцевому Земстві почали працювати ветеринарні бюро, а в повітах - повітові земські лікарі .

#### Вплив колективізації на ветеринарну медицину
За радянських часів на розвиток ветеринарної медицини вплинула колективізація. В її перші роки епізоотичний стан тваринництва погіршився. У 1931 році влада прийняла постанову «Про реорганізацію ветеринарної справи в СРСР», де обумовлювалися ветеринарне обслуговування колгоспів і радгоспів, робота науково-дослідних і виробничих ветеринарних закладів, створення санітарних загонів по боротьбі з епізоотіями. 
У середині ХХ століття ветеринарна медицина охоплювала такі галузі господарства, як тваринництво, торгівля, харчова та хімічна промисловості, транспорт тощо. На державному рівні вона діяла в усіх адміністративних районах, містах і селах . Всі ветеринарні служби керувалися Ветеринарним Статутом СРСР до розпаду Радянського Союзу.

#### Ветеринарна медицина періоду незалежності
За період незалежності державна система ветеринарної медицини не раз зазнавала змін. У зв’язку з реформуванням колгоспів та радгоспів у колективні сільсько-господарські підприємства, а також із різким зменшенням поголів’я продуктивних тварин потреба у ветеринарних фахівцях скоротилась. Натомість збільшилася потреба у цих спеціалістах для обслуговування дрібних домашніх тварин .
У 1992 році Верховною Радою було прийнято Закон України «Про ветеринарну медицину». З 10 вересня 2014 року в країні діє Державна служба України з питань безпечності харчових продуктів та захисту споживачів (Держпродспоживслужба), створена постановою Кабінету Міністрів. Вона є центральним органом виконавчої влади, що координується Міністром аграрної політики та продовольства. Держпродспоживслужба здійснює державну політику в галузі ветеринарної медицини, сферах безпечності харчових продуктів, карантину та захисту рослин, ідентифікації і реєстрації тварин, санітарного законодавства, а також радіаційного контролю сільськогосподарської продукції і продуктів харчування . 
На початку XXI тисячоліття в Україні діяло близько 18 тис. ветеринарних установ, де працювала 21 тис. лікарів та 23,7 тис. фельдшерів .

### Персоналії в українській ветеринарній медицині
Українські вчені зробили значний внесок у розвиток ветеринарної медицини. Першу в Російській імперії вакцину проти сибірки вийнашов Л. Ценовський (1822-1887) – ботанік, протозоолог, бактеріолог і засновник ветеринарної школи бактеріологів. І. Кулеско – ветеринар-епізоолог, вперше застосував високоефективну вакцину проти чуми свиней. І. Гладенко багато зробив для ветеринарної фармакології. Доктор ветеринарної медицини та біологічних наук С. Ґжицький заснував школу ветеринарної біохімії.
Також у розвитку ветеринарної медицини брали активну участь учені Є. Андреєв, В. Бабкін, С. Баженов, О. Говоров, О. Дедюлін, М. Доронін, І. Дорошко, П. Жованик, Г. Звєрева, С. Іваницький, В. Касьяненко, М. Кльосов, Г. Кудрявцев, Д. Логвинов, І. Лукашов, І. Магда, І. Поваженко, М. Прокоф’єва, М. Рево, А. Собко, П. Фукс .

## Підготовка ветеринарних спеціалістів у навчальних закладах

### Напрями підготовки
Слід зазначити, що найменування напряму підготовки молодшого спеціаліста (фельдшера ветеринарної медицини, техніка ветеринарної медицини), а також бакалавра ветеринарної медицини в галузі знань «Ветеринарія» відрізняється від найменування напряму підготовки спеціаліста і магістра ветеринарної медицини.
Так, в першому випадку, напрям підготовки носить назву «ветеринарна медицина», а в другому — «ветеринарна медицина (за видами)». Напрям підготовки «ветеринарна медицина (за видами)» спеціалістів і магістрів охоплює напрями: «ветеринарно-санітарна експертиза, якість та безпека продукції тваринництва», «ветеринарна гігієна та санітарія», «ветеринарна фармація», «лабораторна діагностика хвороб тварин», «ветеринарна біотехнологія», в той час як напрям підготовки «ветеринарна медицина» молодшого спеціаліста і бакалавра — не охоплює.
Також, спеціалісти і магістри готуються окремо за кожним напрямом, які охоплює напрям підготовки «ветеринарна медицина (за видами)». Тобто, спеціалісти і магістри ветеринарної медицини готуються за напрямками: «ветеринарно-санітарна експертиза, якість та безпека продукції тваринництва», «ветеринарна гігієна та санітарія», «ветеринарна фармація», «лабораторна діагностика хвороб тварин», «ветеринарна біотехнологія», — а не лише за напрямком «ветеринарна медицина (за видами)».

### Навчальні заклади, де готують ветеринарних фахівців
Вищі навчальні заклади зі спеціальністю «Ветеринарна медицина»:
- Білоцерківський національний аграрний університет;
- Дніпровський державний аграрно-економічний університет;
- Житомирський національний агроекологічний університет;
- Кримський агротехнологічний університет;
- Луганський національний аграрний університет;
- Львівський національний університет ветеринарної медицини та біотехнологій ім. Ґжицького;
- Національний університет біоресурсів і природокористування України;
- Одеський державний аграрний університет;
- Подільський державний аграрно-технічний університет;
- Полтавська державна аграрна академія;
- Сумський національний аграрний університет;
- Харківська державна зооветеринарна академія.

Крім того, в Україні функціонує близько 30 коледжів, де навчаються ветеринарні спеціалісти .

## Сучасний стан ветеринарної медицини в Україні

### Законодавча база, що регулює ветеринарну медицину
Нормативні документи з питань ветеринарної медицини регулюють такі аспекти ветеринарної справи, як організація ветеринарної медицини, порядок проведення профілактичних і протиепізоотичних заходів, права та обов’язки, а також оплата праці ветеринарних працівників, правила ветеринарно-санітарного контролю, утримання, транспортування та торгівлі тваринами юридичними або фізичними особами, виробництво продуктів тваринного походження тощо . Зокрема у статті 10 Закону України «Про захист тварин від жорстокого поводження» йдеться про ветеринарне обслуговування, яке зобов’язана надати тварині особа, що її утримує . 
4 лютого 2021 року Верховна Рада прийняла Закон «Про ветеринарну медицину та благополуччя тварин», який удосконалює законодавство України в галузі ветеринарної медицини . 

### Система державної ветеринарної медицини
Головному управлінню Держпродспоживслужби в області підпорядковані міжрайонні, районні, міськрайонні та міські управління Держпродспоживслужби;  обласна державна лікарня ветеринарної медицини;  обласна і регіональна державні лабораторії ветеринарної медицини; інші державні установи ветеринарної медицини на території області.
Районні та міські лікарні зокрема відповідальні за такі сфери діяльності: 
- ветеринарне обслуговування тварин на сільськогосподарських підприємствах та у фізичних осіб;
- ветеринарно-санітарні заходи на підприємствах, де утримуються тварини або зберігаються продукти тваринного походження, ветеринарні препарати;
- протиепізоотичні заходи у разі виникнення інфекційних захворювань;
- дослідження хвороб тварин та епізоотичного стану, а також продуктів тваринного походження;
- документальний облік та звітність у різних сферах ветеринарної медицини;
- видача ветеринарних документів.

Державний бюджет є джерелом фінансування державної служби ветеринарної медицини .

### Приватна ветеринарна медицина
З формуванням в Україні ринкових умов лікування тварин та ветеринарно-санітарні послуги все більше стають прерогативою приватної ветеринарної медицини. Незважаючи на умови жорсткої конкуренції, в якій працюють комерційні заклади та лікарі-підприємці, ринок ветеринарних послуг весь час зростає. Його учасниками насамперед є власники тварин і сільськогосподарські підприємства, ветеринари-підприємці і ветеринарні клініки, продавці ветеринарних препаратів та їх виробники . 
Провадити приватну ветеринарну практику в Україні можуть юридичні та фізичні особи за ліцензією, яку видає Держпродспоживслужба. Для отримання ліцензії фізична особа підприємець повинна мати ветеринарну освіту, а юридична – спеціалістів ветеринарної медицини у своєму складі. 
Джерелом фінансування приватних закладів є кошти, якими громадяни та сільськогосподарські підприємства оплачують послуги цих установ .

#### Телемедицина для тварин
Крім стаціонарних клінік та ветеринарів-підприємців, які надають платні послуги, останніми роками в Україні почав розвиватися напрям телемедицини для тварин, що передбачає консультацію ветеринара онлайн. Першим майданчиком ветеринарних послуг в інтернеті став сервіс VETonline . 
Раніше цей метод медицини з’явився для людей і був узаконений восени 2017 року Законом «Про підвищення доступності та якості медичного обслуговування у сільській місцевості». В ньому телемедицина визначається як комплекс дій, технологій та заходів, що застосовуються під час надання медичної допомоги з використанням засобів дистанційного зв’язку для обміну інформацією в електронній формі . Появі телемедицини для тварин в Україні сприяє також зарубіжний досвід.

## Статистичні дані
У 2019 році кількість суб’єктів господарювання, зайнятих ветеринарною діяльністю, становила 1659 одиниць. Це більше, ніж у попередні роки .
Найчастіше українці звертаються до ветеринарів за наданням таких послуг їхнім домашнім улюбленцям, як огляд, щеплення, стерилізація або оперативне втручання. В середньому на сім’ю з чотирьох осіб припадає по одній домашній тварині . 
Що стосується господарств населення, то за показниками Державної служби статистики у 2020 році воно утримувало 2177,1 тис. голів великої рогатої худоби, 2325,9 тис. свиней, 82218,7 тис. свійської птиці. На цей період на підприємствах нараховувалося відповідно: 1038,7 тис., 3365,9 тис. та 119890,7 тис .

## В законодавстві
Слід зазначити, що Закон України «Про ветеринарну медицину» від 25.06.1992 N 2498-XII по-різному тлумачив це поняття. В останній редакції даного закону (від 17.07.2011) термін вживається в такому значенні:

Ветеринарна медицина — галузь науки та практичних знань про фізіологію і хвороби тварин, їх профілактику, діагностику та лікування, визначення безпечності продуктів тваринного, а на агропродовольчих ринках — і рослинного походження; діяльність, спрямована на збереження здоров'я і продуктивності тварин, запобігання їхнім хворобам та на захист людей від зоонозів і пріонних хвороб

Цей же закон, до всіх його редакцій, використовував термін в такому значенні:

Ветеринарна медицина (ветеринарія) — комплекс заходів щодо профілактики захворювань тварин, їх лікування, скорочення втрат від хвороб, неплідності і падежу, підвищення якості сировини і продуктів тваринного походження, попередження та боротьби з хворобами, спільними для тварин і людей, одержання екологічно чистих продуктів харчування;

В Наказі Міністерства агропромислової політики «Про затвердження Положення про функціональну підсистему захисту сільськогосподарських тварин і рослин єдиної державної системи запобігання і реагування на надзвичайні ситуації техногенного та природного характеру» від 25.05.1999 N 214, термін використовується в такому значенні:

Ветеринарна медицина — галузь, що охоплює систему наук про хвороби тварин, їх профілактику, діагностику, лікування, визначення якості харчових продуктів і сировини тваринного походження та діяльність, спрямовану на збереження здоров'я і продуктивності тварин, запобігання хворобам і захисту людей від захворювань, спільних для тварин і людей.

Державне управління в галузі ветеринарної медицини в Україні здійснюють Кабінет Міністрів України, центральний орган виконавчої влади з питань аграрної політики, Державний департамент ветеринарної медицини з державною інспекцією ветеринарної медицини, його територіальні органи.